# Cyrtopogon grisescens
Cyrtopogon grisescens är en tvåvingeart som beskrevs av Pavel Lehr 1966. Cyrtopogon grisescens ingår i släktet Cyrtopogon och familjen rovflugor. Inga underarter finns listade i Catalogue of Life.